# Bassa parmense

Localisation de la Bassa parmense au cœur de la Bassa padana

Communes de la Bassa et limites du territoire avec, en blanc, la bande de 15 km située sur la rive sud du Pô répondant à la définition restrictive et, en hachures, la zone plus large s'étendant jusqu'à la Via Emilia.

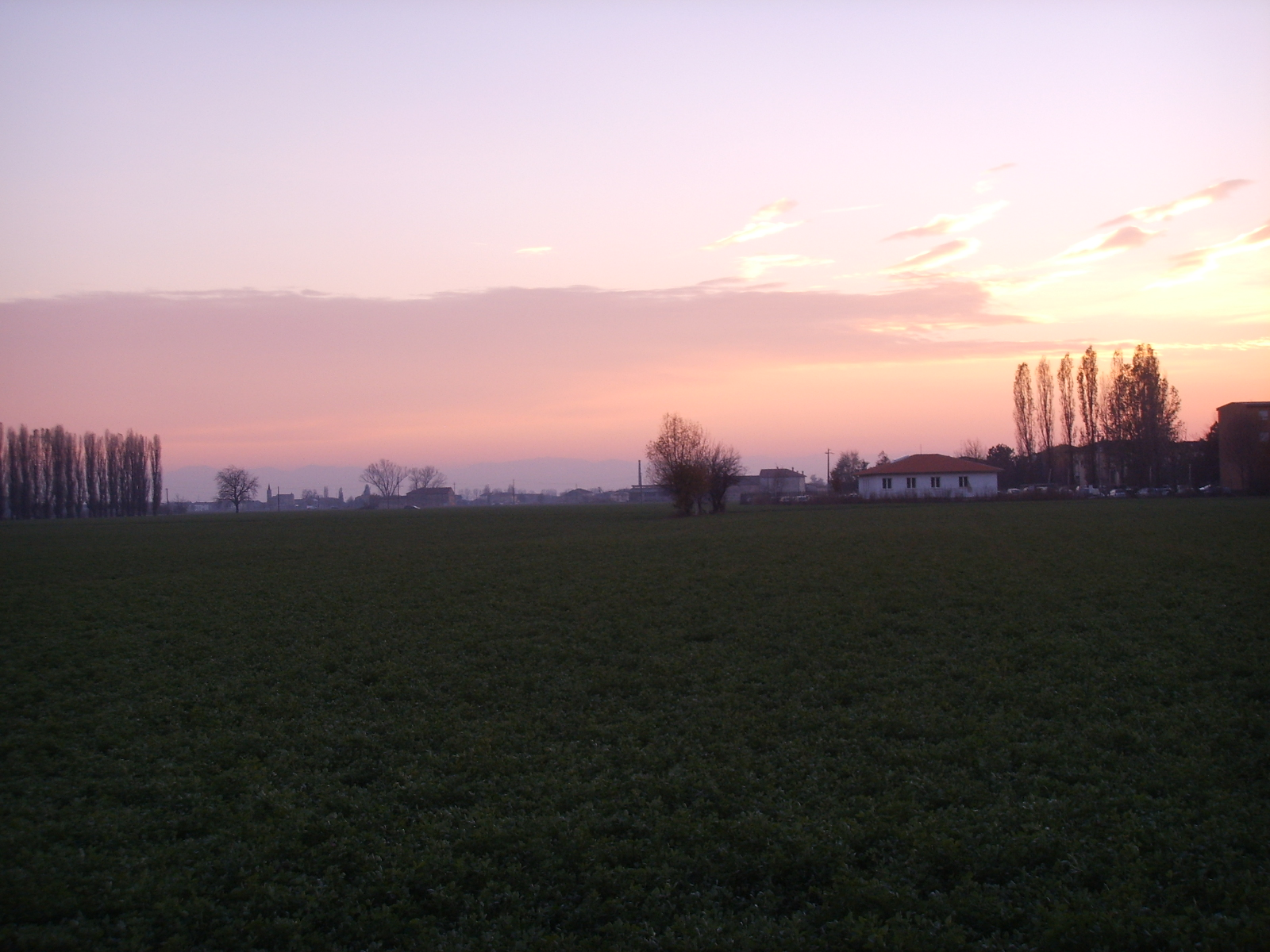
Paysage de la Bassa parmense au coucher du soleil.

La Bassa parmense, également dénommée la Bassa par les Parmesans, est une bande de territoire de la province de Parme, large d'une quinzaine de kilomètres, située sur la rive sud du Pô. Une définition plus large présente la Bassa comme la zone comprise entre le Pô et la via Aemilia. La banlieue nord de Parme est elle-même désignée sous l'appellation de Parma bassa.
C'est la région d'origine du compositeur d'opéra Giuseppe Verdi et de l'écrivain Giovanni Guareschi.

## Communes
- Polesine Parmense
- Zibello
- Roccabianca
- Sissa
- Colorno
- Mezzani
- Busseto
- Soragna
- San Secondo Parmense
- Trecasali
- Torrile
- Fontanellato

## Caractéristiques
Célèbre pour ses produits gastronomiques et son dialecte particulier, le territoire, notamment dans la zone la plus proche du Pô, est caractérisé par des hivers brumeux et des étés humides. La proximité du Pô en fait une zone à risque d'inondations qui touche les communes de Polesine Parmense, Mezzani, Zibello, Roccabianca et Colorno.
Le produit gastronomique le plus fameux de la région est le Culatello di Zibello, l'un des produits D.O.P. les plus fameux d'Émilie-Romagne. Le strolghino est un saucisson associé à la préparation du culatello et également très apprécié.
L'Oasi di Torrile (it) est une zone humide gérée par la Ligue italienne de protection des oiseaux située à proximité de Torrile et vouée à la protection de différentes espèces d'oiseaux et de leur environnement. Dans la commune de Mezzani, zone de confluence entre le torrent Parma et le Pô, se trouve la Réserve naturelle Parma Morta (it).
La Bassa Parmense est la région dans laquelle le compositeur d'opéra italien Giuseppe Verdi a passé son enfance. Né dans la frazione des Roncole dont il tient l'orgue à l'église San Michele Arcangelo, il étudie au ginnasio et à l'école de musique de Ferdinando Provesi de Busseto, d'où sont originaires son bienfaiteur Antonio Barezzi et sa fille Margherita, première épouse du musicien.
L'écrivain Giovanni Guareschi, né à Fontanelle, frazione de la commune de Roccabianca, situe le petit monde du mondialement célèbre Don Camillo à Brescello, un village proche situé dans la Bassa padana cependant extérieur à la Bassa parmense.

## Source de traduction
- (it) Cet article est partiellement ou en totalité issu de l’article de Wikipédia en italien intitulé « Bassa parmense » (voir la liste des auteurs).